# Тимчасова педагогічна школа
Тимчасова педагогічна школа — освітня організація, яка мала на меті підготовку вчителів початкових шкіл, що виникла в Києві за ініціативою Ф. Вороного та за підтримки інспектора освіти Київського учбового округу М. Тулова в травні-серпні 1861 року.

## Історія становлення організації
Ідея відновлення Педагогічної школи, ініціатором якої виступав Ф. Вороний існувала ще з 1860 року. Його підтримало багато впливових освітніх діячів, таких як Юзефович Михайло Володимирович, Тулов Михайло Андрійович ітд. Однак, необхідність існування такої прояснилася після закриття недільних шкіл у квітні 1861 року. На цей момент продовжували відкриватися початкові школи, здебільшого з ініціативи окремих постатей. Тому існувала необхідність установи, яка б могла готувати педагогів для цих шкіл. Не варто забувати про те, що ці педагоги мали б навчати дітей українською мовою. Така ініціатива не була б можливою, якби російський уряд не прагнув би нівелювати польський національних дух на Правобережній частини України. На утворення шкіл в Київський, Волинській та Подільській губернії уряд виділив близько 10 тис. рублів. Стосовно педагогічного складу Тимчасової Педагогічної школи, то вирішили зупинитися на найбільш здібних студентах університету св. Володимира, які вже мали досвід викладанні у недільних школах  ти вчителів місцевих гімназій. Платні вони за це не отримували, працювали на волонтерських засадах, а гроші, що були виділені на їхню заробітню платню, йшли на учнів, як засіб стимулювання. Серед їхнього числа опинився і Драгоманов Михайло Петрович, який там викладав російську історію. За його словами, за перших пів року було випущено 19 учителів та ще 36 продовжували навчатися, а за перший рік було підготовано вчителів для 45 Київських та 5 подільських губерній. Також Драгоманов відзначав те, що Тимчасова педагогічна школа у 1962-63 роках уособлювала в собі комітет, що займався справами заснування перших російських народних шкіл на Правобережній Україні.

## Видавнича діяльність
На організацію було покладено завдання підготовки підручників для початкових шкіл, як передбачали навчання українською мовою з підготовкою до навчання російською мовою. Міністерство на видавництво виділило близько 500 руб.  На ці гроші було випущено перше видання «Байок» Глібов Леонід Іванович. Займалися виданням й іншої літератури. Наприклад, за ініціативи Костомаров Микола Іванович, громадівці вдали брошуру «Дещо про світ Божий». Працювали і над читанкою, але після закриття школив с робота зійшла нанівець  Однак, не довго російський уряд дозволяв впроваджувати українську мову в навчальний процес. Після Польське повстання (1863-1864), дії імперської влади стали більш шовіністичними. Того ж року був опублікований «славнозвісний» Валуєвський циркуляр, що заборонив публікацію підручників, педагогічних та наукових видань тощо. Тому написання й публікація підручників призупинилася, що правда, «Байки» Глібов Леонід Іванович можна було увести до програми, як художня література.

## Церква та Тимчасова педагогічна школа
Питання шкіл у суспільстві стояло дуже гостро. Адже вже досить довгий період часу навчання — це привілей духовенства. Духовенство за це могло отримувати гроші, деякі навіть використовували учнів як робочу силу. Тому не дивно, що проти Тимчасової педагогічної школи з боку духовенства велася активна боротьба. Велася ціла дискусія з питання того, чи варто передавати народні школи під керівництво муніципалітету чи залишити при церквах. У сторону школи сипалися різноманітні закиди, педагогів звинувачували в сепаратизмі та нігілізму. Церкву ж представляли як вірного оборонця держави від революційних настроїв. Зрештою це привело до того, що у 1863 року студентів, що викладали у Тимчасовій педагогічні школі — звільнили, навіть попри те, що вони вже у цей час могли бути повноціними вчителями в гімназіях, а у 1864 року організацію було розпущено.  За словами М. П. Драгоманова: «…Діло науковій народній школі на Україні по меншій мірі завмерло». А також, завмер процес українізації, адже: «…ніколи не може бути жива наукова школа на Україні без української мови».